# Aspicilia elevata
Aspicilia elevata är en lavart som först beskrevs av Bernt Arne Lynge och som fick sitt nu gällande namn av John Walter Thomson.
Aspicilia elevata ingår i släktet Aspicilia och familjen Megasporaceae. Arten är reproducerande i Sverige.